# あした発見
『あした発見』（あしたはっけん）は、1989年10月2日から1991年9月27日までTBSで放送されていた教養番組である。リクルートの一社提供。放送時間は毎週月曜 - 金曜 22:54 - 23:00 （日本標準時）。

## 概要
各回放送日翌日の日付を基準に、過去に何が起きた日なのかを取り上げ紹介していたミニ番組。番組の映像はVTRフィルムのみで構成されていた。
番組は、毎回桝井論平による「あした発見。明日○月○日は、『（出来事内容）』の日です。（元号）○○年、（西暦）年の事でした」のナレーションで開始される。また桝井は、番組のタイトルコールとエンディングの提供読みも兼任した。